# EVE new generation
『EVE new generation』（イブ・ニュージェネレーション）は、2006年8月31日に日本の角川書店から発売されたPlayStation 2用ゲームソフト。「EVEシリーズ」の6作目。
主人公は私立探偵「天城小次郎」と捜査官「法条まりな」。2人の主人公を操作してストーリーを進めていくマルチサイトアドベンチャーゲーム。18禁要素を加えたPC版『EVE 〜new generation X〜』（イブ・ニュージェネレーション・エックス）や、ストーリーに脱衣麻雀要素を加えた『EVE雀』（イブじゃん）がタイレルラボラトリー（F&C系列）から発売された。また、同社刊の『コンプエース』で漫画化作品も連載された。
シナリオは打越鋼太郎、キャラクター・デザインは橋本タカシが担当している。
小次郎、まりな、弥生、恭子、甲野と言った御馴染みの主要キャラは続投しているが旧作との関連は薄められており、旧作で主軸となっていた「エルディア」や「EVE」などは一切関わらない独立したストーリーとなっている。過去作の事件は仄めかす程度に触れるのみで、『ZERO』や『TFA』で追加された新設定についても取り上げられる事は無い。また、過去作で取り入れられていたアニメーションムービーは存在しない。

## システム
マルチサイトシステム
EVEシリーズの基本とも言えるシステム。2人の主人公の視点から見るそれぞれのストーリーを、交互に切り替えながら進めていき、ひとつの事件を追っていく。所々に"ザッピングポイント"があり、一方のストーリーを進めているだけではゲームが進展しなくなる。その場合、もう一方のストーリーに切り替え、一定のポイントまで内容を進めなくてはならない。
他作品と異なる点
会話を進めるために様々なボタンを駆使して適切な答えを導き出さねばならない。通常の考える・決定は○ボタン、調べるは□、話すは△と状況に応じてボタンを選ぶ。また方向キーで 見る方向や調べる方向を選択しながらボタンを選んでいく。
PC版では仕様が異なり、コマンドパネルと呼ばれる「調（調べる）」「話（話す）」「他（その他）」の行動コマンドがあり、パネルにマウスカーソルを触れることで自動的にコマンドが選択され、探索箇所を示すターゲットに対してそれを実行する。探索箇所は上・下・左・右・中央に領域分割されており、画面上の各自の領域にカーソルを触れることでターゲットが出現する。なお、物語の進行によっては探索箇所が減少する場面もあり、これは画面上にある有効探索箇所の有無を示すターゲットガイドで確認することが出来る。

## ストーリー
前作から数年後の世界。あまぎ探偵事務所所長「天城小次郎」と内閣情報調査室の捜査官「法条まりな」の2人の主人公がとある2つの点をきっかけにそれがやがて線となり絡みあいながらストーリーは進んでいく。マルチサイトシステムをフルに生かした作品。

### 小次郎編
ある夜、倉庫街にある事務所に帰宅する途中、1人の少女に出会う。少女は彼が探偵だと知り、「私の記憶を探してほしい」という依頼を持ちかけてくる。しかしその直後、外車から降りてきた男によって連れ去られてしまう。桂木弥生の協力を得て、少女の身元は判明した。名前は「乃依」。と同時に捜査線上に浮かび上がってくるいくつかのキーワード。蜂、ブラー、ラベイユ。一件無関係に見えるこれらの点もやがて1本のラインへと収束していく。そしてそのラインは小次郎をある場所へ導くことになる。

### まりな編
ある夜、まりなはビルの屋上から飛びおりようとする青年を見つける。必至の説得を試みたものの青年は自殺してしまう。「計画は既に始まっている。もう誰にも止めることはできない」そういい残した青年の掌には蜜蜂のタトゥーが刻まれていた。青年の遺言を元に捜査を始めたまりなにふりかかる様々な障害。いつしかまりなは、何者かの陰謀によって殺人犯として警察から追われることになってしまう。愛用の銃はベレッタ1919。

## 登場人物
声優は（PS2版/PC版）の順
天城 小次郎（あまぎ こじろう）
声：子安武人 / ワッショイ太郎
法条 まりな（ほうじょう まりな）
声：三石琴乃 / 風音
桂木 弥生（かつらぎ やよい）
声：本多知恵子 / かわしまりの
氷室 恭子（ひむろ きょうこ）
声：松井菜桜子 / 藤森ゆき奈
甲野 三郎（こうの さぶろう）
声：野沢那智 / 魚田明
紀瀬木 乃依（きぜき のい）
- 性別：女
- 声：名塚佳織/春日アン

記憶喪失の少女。「記憶を探してほしい」と小次郎に依頼を持ちかける。口数は少ないのだが、時折放つ言葉は刺々しく、 鋭い切れ味を帯びていたりもする。情緒不安定な傾向があるが、発作が治まると寡黙な少女に戻る。 犬にはとりわけ強固な嫌悪感を持つ。
紀瀬木 アルト（きぜき あると）
- 性別：女
- 声：名塚佳織/春日アン

明るく無邪気、わがままで生意気で喜怒哀楽が激しく、常に感情のおもむくままに行動するが、どこか憎めない愛嬌も持ち合わせている。心の奥底には傷痕が未だ癒えず残っている。
ミカエル・ベルシュタイン
- 性別：男
- 職業：GPA日本支局編集局社会部部長
- 声：中田和宏/東慎

テロの標的を予測して、未然に防ごうとするまりなの前に現れた外国人男性。年代は50代前半。柔道5段の腕前を持つ彼は、ドイツに本部を置く通信社DPAの日本支局だと言う。
日銀幹部にまつわる黒い噂を追っており、警察に追われるまりなの手助けをする。36年前にわが子を殺された。
鐘本 美奈代（しょうもと みなよ）
- 性別：女
- 職業：内閣調査室(JCIA)所属
- 声：甲斐田裕子/甲賀忍

まりなの同僚だが2人の関係は険悪。かつて1度だけ、まりなとパートナーを組んでいた。
紀瀬木 エフィ（きぜき えふぃ）
- 性別：女
- 職業：児童養護施設ラベイユの園長、デボラ製薬社長
- 声：伊藤静/歌織

紀瀬木初海の娘であると同時に乃衣、アルトの母親。児童養護施設ラベイユの園長、デボラ製薬社長そしてNPO団体ブラーの責任者など肩書きが多い。たびたび哲学的、心理学的または超常現象的なことを語る。
三六九（みろく）
- 性別：女
- 職業：情報屋
- 声：生天目仁美/カンザキカナリ

小次郎と親しい知り合いとなる腕利きの情報屋。大胆に胸をはだけた身なりをしており、中央公園の小屋に住んでいる。中はアジアンテイストのインテリアで統一されている。「ミロク」は源氏名から由来する偽名。小次郎は「サブロク」と呼んでいる。
紀瀬木 初海（きぜき はつみ）
- 性別：女
- 職業：NPO団体ブラー総帥
- 声：さとうあい

デボラ製薬、ブラーの創始者であり総帥でもある老婆。元々は遺伝子工学の権威でにもあった。旧姓は矢枝でエフィの母親。2つの組織を操り、壮大な計画を実現しようとしている。
小湊 龍司（こみなと りゅうじ）
- 性別：男
- 職業：小湊財団総帥
- 声：木村拓

身体的な欠陥があるせいで性交に及ぶことができないことがコンプレックスとなり異常な性癖を持っている。
大隈 朋義（おおくま ともよし）
- 声：保村真/丸山壮史
- 性別：男
- 職業：日新銀行幹部

みなもと銀行、ブラーと利益供与関係にあった。ブラーの幹部でもある。
ツユザキ マユミ
- 性別：女
- 職業：ラベイユ児童養護施設寮母

「ミゾグチ」と名乗り、桂木探偵事務所に乃衣の捜査を依頼する。
矢枝 アルト（やえだ あると）
- 性別：女

戸籍上は矢枝（紀瀬木）初海の娘。1年前に小湊龍司に拉致され惨殺された。
大五郎（だいごろう）
- 声：大畑伸太郎/鈴村和泉

倉庫街の片隅に捨てられていた子犬を小次郎が拾って養っている。ミニチュアシュナウザー。

## スタッフ
- プロデューサー：金杉はじめ
- シナリオ：打越鋼太郎
- キャラクターデザイン：橋本タカシ

## 関連作品
漫画
『EVE new generation』（藤真拓哉・画、カドカワコミックスAエース、全1巻、ISBN 4-04-713880-0）
登場人物は共通しているがストーリーはゲームと全く異なり、登場人物の設定や結末に至るまでほとんどオリジナルとなっている。
派生作品
『EVE雀』（2008年、タイレルラボラトリー）
本作の脱衣麻雀。